# Johnsonville Village
Johnsonville Village ist ein Teil der Gemeinde East Haddam im amerikanischen Bundesstaat Connecticut. Ursprünglich war es ein Industriestandort mit Arbeiterwohnungen und wurde später zur Geisterstadt. Weltweit wurde darüber berichtet als das gesamte Gelände 2014 im Internet versteigert wurde.

## Geschichte
Das erste Gebäude am heutigen Ort war eine 1832 errichtete Wassermühle die zum Betrieb einer Garnfabrik genutzt wurde. Das Unternehmen florierte mit der Herstellung von Garn für Strumpfwaren und auch für Teppichwaren und wurde stetig vergrößert. Auch ein Glockenturm, mit dessen Glocke die Beschäftigten zur Schicht gerufen wurden, war Bestandteil der Anlage. 1862 baute Emory Johnson eine weitere Mühle mit zugehörigen Arbeiterwohnhäusern und einer eigenen Kapelle, womit der Ort Johnsonville entstanden war. In den folgenden Jahrzehnten, insbesondere nach Beginn des zwanzigsten Jahrhunderts, wurde die Garnherstellung mit Wasserkraft zunehmend unrentabel. Die meisten Mühlen im Gebiet wurden aufgegeben oder brannten ab ohne danach wieder aufgebaut zu werden.
1965 wurde die von Johnson erbaute Mühle, welche zu dem Zeitpunkt eine der ältesten noch produzierenden Garnmühlen war, von dem Selfmade-Millionär Raymond Schmitt gekauft, der in den folgenden Jahren weitere Gebäude erwarb. Dieser wollte daraus ein Museum machen, neben seiner Haupttätigkeit als Gründer und Leiter eines Unternehmens in der Luftfahrtindustrie. 1972 brannte die Mühle mit sämtlichem Inventar ab, womit der Betrieb eines Erlebnismuseums mit dem Schwerpunkt Mühlenstadt vereitelt wurde. In den nächsten Jahren baute Schmitt ein Industriemuseum auf, wozu er unter anderem eine restaurierte historische Sägemühle und einen Raddampfer in Johnsonville ausstellte. Die meisten Gegenstände aus Schmitts Sammlung wurden 1999 nach dessen Tod im Jahr 1998 verkauft. In der Folge verließen auch die anderen Bewohner den Ort, der zu diesem Zeitpunkt aus acht Gebäuden, darunter einem Einkaufsladen und einer Kirche, bestand. 2001 wurde der gesamte Komplex inklusive einer Gesamtfläche von 250.000 Quadratmetern durch eine Immobilienfirma, die Pläne zur Errichtung eines Erholungszentrums hatte, aufgekauft. Nachdem diese Pläne bis 2014 nicht umgesetzt waren, wurde die gesamte Ortschaft im Internet versteigert. Bei einem Startgebot von 800.000 $ wurden am Ende 1.900.000 $ geboten. Über den Käufer wurden keine Informationen veröffentlicht.